# Llandough
Llandough (en anglais) ou Llandochau Fach (en gallois) est un village et une communauté du Vale of Glamorgan, au pays de Galles. Il est situé dans le sud-est du borough de comté, à 4 km au sud-ouest du centre-ville de Cardiff.

## Démographie
Au recensement de 2011, la communauté de Llandough comptait 1 977 habitants.